# Chipping Norton
Chipping Norton er en købstad og civil parish i Cotswold Hills i distriktet West Oxfordshire i Oxfordshire i England. Byen ligger omkring 19 km sydvest for Banbury og 29 km nordvest for Oxford. Ved folketællingen i 2011 havde Chipping Norton et indbyggertal på 6.337.
Rollright Stones er en stencirkel i Chipping Norton, der viser, at der har boet mennesker i forhistorisk tid. Chipping Norton Castle var en motte-and-bailey-fæstning, der blev opført af nomannerne. Byen voksede op omkring denne fæstning. I dag er kun en del af jordvoldene tilbage.

## Notable beboere
- Sarah Averill, Salem "heks".
- Geoffrey Burbidge, astronomiprofessor.
- Jeremy Clarkson, tidligere vært på Top Gear, journalist og forfatter.
- James Hind, landevejsrøver født i 1616 og henrettet for forræderi i 1652
- Conroy Maddox, surrealistisk maler boede i Chipping Norton 1929–33.
- Prinsesse Margaretha, søster til Kong Carl 16.[4]
- Janice Meek, verdensrekordholder i havroning
- Wentworth Miller, amerikansk skuespiller
- Keith Moon, trommeslager i The Who ejede Crown and Cushion Hotel på High Street.
- Simon Nicol, guitarist sanger i Fairport Convention
- Walter Padley, fagforeningsmand og politiker
- Dominic Sandbrook, historiker
- Charles Stewart Parnell, leder af Irish Parliamentary Party gik i skole i 1850'erne
- Præsten Edward Stone, opdager af det aktive stof i aspirin, boede i byen
- Barbara Toy, rejseforfatter og dramatiker.[5]
- Elizabeth Jane Weston, neo-latinsk digter også kendt som Westonia , født 1581.
- Vivian Woodell, grundlægger af Phone Co-op, som ligger i byen.
- David Cameron, Storbritanniens premierminister fra 2010 til 2016.